# Роман Валеш
Роман Валеш (чеськ. Roman Valeš, нар. 6 березня 1990, Нимбурк) — чеський футболіст, що грав на позиції воротаря. Виступав за низку чеських клубів, а також молодіжну збірну Чехії.

## Клубна кар'єра
У професійному футболі Роман Валеш дебютував 2009 року виступами за команду «Зеніт» (Часлав), в якій того року зіграв 9 матчів чемпіонату. Протягом 2010 року Валеш захищав ворота клубу «Глучін».
У 2010 році футболіст перейшов до клубу «Славія», проте в основному складі празької команди не грав. 2011 року Валеш уклав контракт з клубом «Яблонець», у складі якого грав до 2018 року. У 2018 році воротар грав у оренді в клубі «Височина». З початку 2019 року Роман Валеш грає в складі клубу «Богеміанс 1905» на умовах постійного контракту.

## Виступи за збірні
У 2005 році Роман Валеш дебютував у складі юнацької збірної Чехії, загалом на юнацькому рівні взяв участь у 17 іграх.
У 2012 році Валеш зіграв 3 матчі у складі молодіжної збірної Чехії.

## Досягнення
- Володар Кубка Чехії (1):

«Яблонець»: 2012–2013
- Володар Суперкубка Чехії (1):

«Яблонець»: 2013